# 一級建築士事務所クリップ
有限会社一級建築士事務所クリップは、日本のアトリエ系建築設計事務所。

## おもな人物
- 設楽壮一（Soichi Shitara 取締役 一級建築士）
1989年 芝浦工業大学大学院修士課程修了
1989年～1999年 原広司+アトリエファイ建築研究所
1999年〜 一級建築士事務所クリップ共同主宰

- 棚橋 国年彦（Kunitoshihiko Tanahashi 取締役 二級建築士）
1989年 愛知県立芸術大学美術学部デザイン科卒業
1989年～1995年 原広司+アトリエファイ建築研究所
1995年 棚橋SD研究所設立
1997年 一級建築士事務所クリップ共同設立
2009年から、東京工芸大学非常勤講師

- 松永英伸（Eishin Matsunaga 非常勤取締役 一級建築士）
1989年 東京電機大学大学院修士課程修了
1989年～1996年 原広司+アトリエファイ建築研究所
1997年 一級建築士事務所クリップ共同設立
2001年から、東京電機大学非常勤講師

## 代表作
- Neo Classical 2024年
- 月崎駅前トイレ〜サクラゲート〜 2024年
- Water Fall 2020年
- 森の入口 2014年
- CROSS WALL HOUSE 2010年
- TwinTerrace 2003年
- まつだい雪国農耕文化村センター 農舞台 2003年
- 河岸の燈籠 2000年
- 峡谷の燈籠 2000年
- 大地の芸術祭 越後妻有アートトリエンナーレ 2000 公募展グランプリ受賞
- 芝浦工業大学大宮校舎第三クラブハウス1999年
- TUBE-HOUSE 1997年 リビングデザイン賞グランプリ受賞

建築の他、アート活動も多く手がける。